# Santa Rita, Totatiche
Santa Rita är en ort i Mexiko.   Den ligger i kommunen Totatiche och delstaten Jalisco, i den centrala delen av landet, 500 km nordväst om huvudstaden Mexico City. Santa Rita ligger 2 050 meter över havet och antalet invånare är 263.
Terrängen runt Santa Rita är kuperad åt nordväst, men åt sydost är den platt. Runt Santa Rita är det glesbefolkat, med 8 invånare per kvadratkilometer. Närmaste större samhälle är Temastián, 11,1 km norr om Santa Rita. I omgivningarna runt Santa Rita växer huvudsakligen savannskog.